# Kanton Montauban-6
Kanton Montauban-6 (francouzsky Canton de Montauban-6) je francouzský kanton v departementu Tarn-et-Garonne v regionu Midi-Pyrénées. Tvoří ho pouze část města Montauban.